# Hauptuntersuchung
Die in Deutschland wiederkehrende Hauptuntersuchung (Abk.: HU, umgangssprachlich TÜV), in Österreich wiederkehrende Begutachtung, in der Schweiz Motorfahrzeugkontrolle (Abk.: MFK, umgangssprachlich (Fahrzeug) vorführen), soll die Vorschriftsmäßigkeit und Umweltverträglichkeit von Verkehrsmitteln sicherstellen.
Hierzu gibt es unterschiedliche gesetzliche Regelungen, die technische Untersuchungen in regelmäßigen zeitlichen Abständen festlegen, weltweit liegen die Intervalle für eine technische Überprüfung typisch bei jährlicher oder alle zwei Jahre liegenden Terminen.
Die Untersuchungen in anderen Staaten der Welt beschränkt sich teils auf die Durchführung einer technischen Inspektion bei der ersten Zulassung oder späteren Ummeldung, die Überprüfung der Motoremissionen werden jedoch immer in periodischer Wiederholung durchgeführt.

## Europa

### Gemeinsames EU-Recht
Die Richtlinie 2014/45/EU beauflagt alle Mitgliedstaaten der Europäischen Union mit der Durchführung regelmäßiger Kontrollen der Kraftfahrzeugsicherheit sowie der Motoremissionen. Für leichte Wirtschaftsfahrzeuge (bis 3,5 t) und Privatfahrzeuge (mit bis zu acht Sitzplätzen) wird festgelegt, dass die erste Hauptuntersuchung nach vier Jahren und nachfolgende Hauptuntersuchungen alle zwei Jahre stattfinden. Alle anderen Fahrzeugarten sollen einer jährlichen Kontrolle unterliegen (angegeben sind Busse, LKW, Anhänger, Taxis, Ambulanzfahrzeuge, Kutschen). Fahrzeuge der Armee, Feuerwehr und Sonderfahrzeuge sind von der Richtlinie ausgenommen. Diverse EU-Staaten haben jedoch hiervon abweichende kürzere Prüfzyklen.
Ausgegebene Prüfberichte eines Mitgliedstaates müssen von anderen anerkannt werden. Die Richtlinie bestimmt einen Mindestprüfumfang: Identifizierung des Fahrzeugs, Bremsanlage, Lenkung, Sicht, Beleuchtungsanlage und Teile der elektrischen Anlage, Achsen, Räder, Reifen und Aufhängung, Fahrgestell und daran befestigte Teile, sonstige Ausstattungen, Umweltbelastung und zusätzliche Prüfungen bei Fahrzeugen zur Personenbeförderung. Die Mitgliedstaaten können den Prüfumfang erweitern, die Bremstests enger auslegen, weitere Fahrzeugkategorien einbeziehen und die Prüfintervalle enger fassen.

### Deutschland

HU-Prüfplakette als Nachweis der Hauptuntersuchung, hier gültig bis einschließlich Dezember 2007. Der Endmonat steht oben (12 Uhr).

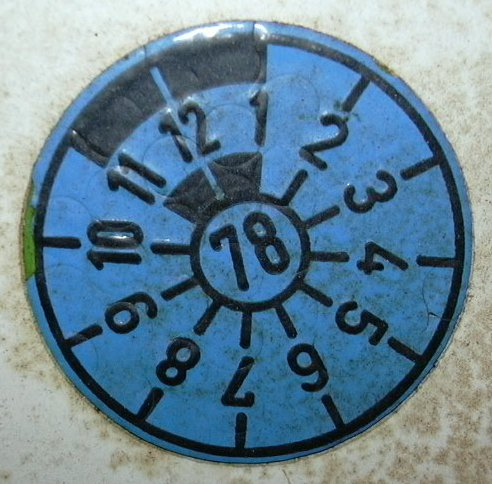
HU-Prüfplakette für das Jahr 1978, noch mit alter Anordnung der Monatszahlen

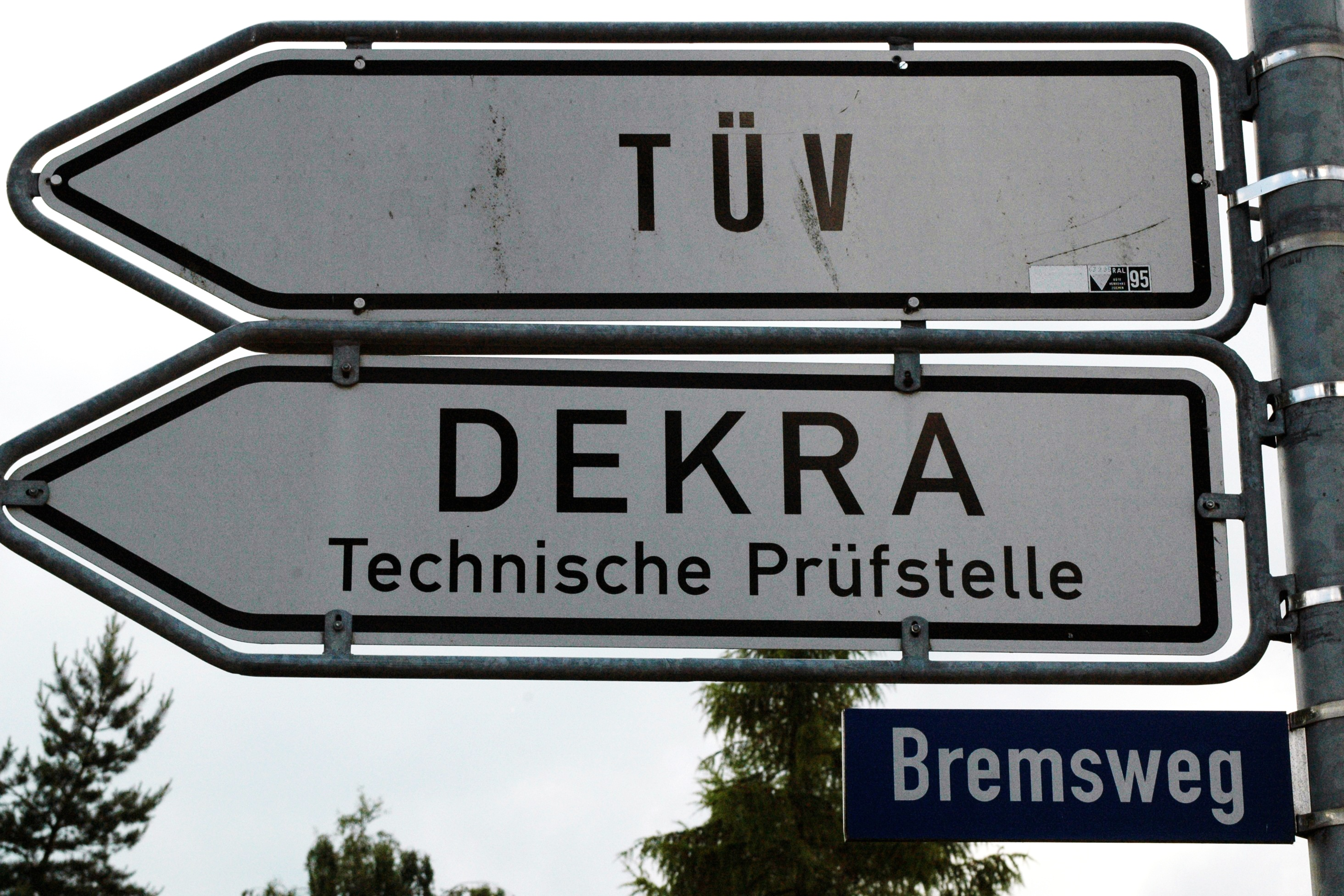
Ausschilderung von Prüfstellen

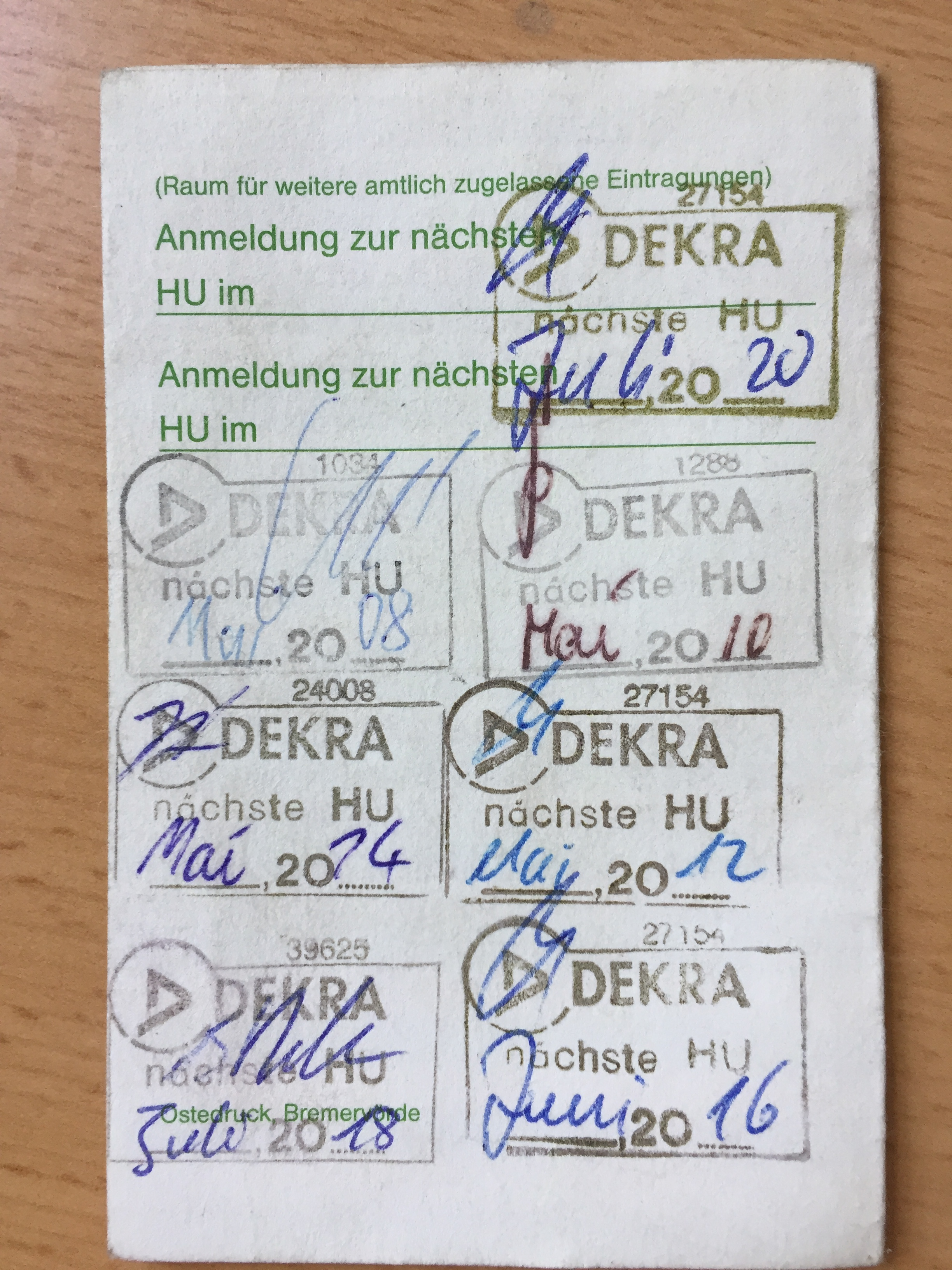
DEKRA-Stempel in einem alten Fahrzeugschein

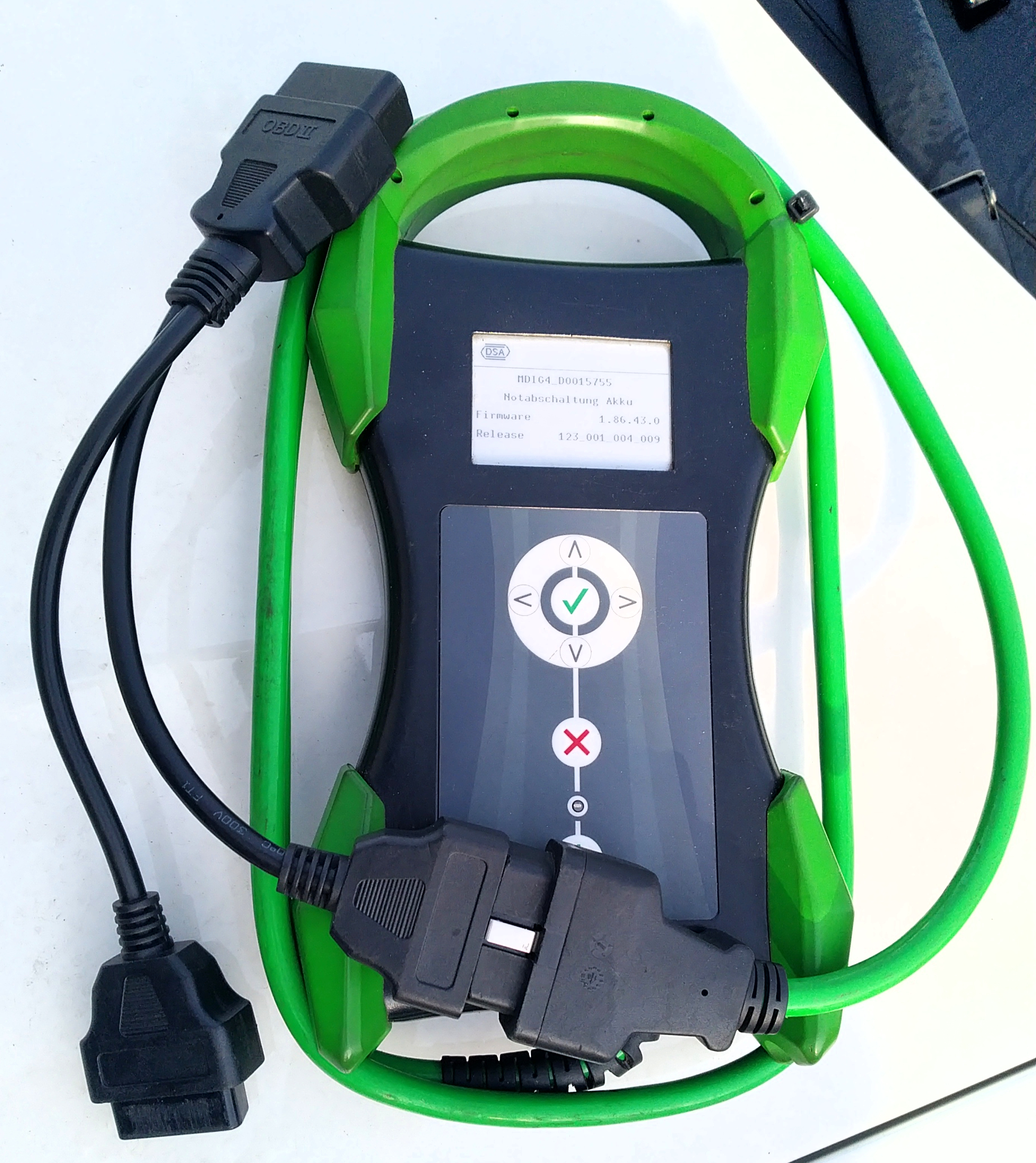
HU-Diagnosegerät der Dekra zur Ermittlung von Fahrzeugdaten mittels On-Board-Diagnose

Seit dem 1. Dezember 1951 ist die HU in Deutschland für Kraftfahrzeuge vorgeschrieben. Damit soll sichergestellt werden, dass kein verkehrsuntaugliches Kraftfahrzeug am Straßenverkehr teilnimmt.
Die Untersuchung des Motormanagements und Abgasreinigungssystems (UMA) ist Teil der HU. Für Lastkraftwagen mit einer zulässiger Gesamtmasse über 7,5 t und Kraftomnibusse sind zusätzliche Sicherheitsprüfungen vorgeschrieben.
Siehe auch: Prüfplaketten (Kfz-Kennzeichen)

#### Umfang
Untersuchungsumfang und -ablauf sind in der Richtlinie über die Durchführung der Hauptuntersuchungen und die Beurteilung der dabei festgestellten Mängel an Fahrzeugen genau festgelegt. Die HU ist eine zerlegungsfreie Sicht-, Funktions- und Wirkungsprüfung bestimmter Bauteile sowie eine Überprüfung des Fahrzeugs auf Vorschriftsmäßigkeit gemäß StVZO. Sie beinhaltet die Verkehrssicherheit, nicht jedoch die Betriebssicherheit.
Der Untersuchungspflicht unterliegen alle zulassungspflichtigen Kraftfahrzeuge und Anhänger (§ 29 StVZO). Ausgenommen sind daher Kraftfahrzeuge mit rotem Kennzeichen, aber auch Fahrzeuge mit Versicherungskennzeichen (Roller, S-Pedelecs und Leichtfahrzeuge bis 45 km/h), sowie Selbstfahrende Arbeitsmaschinen. Die HU an Fahrzeugen der Bundeswehr und der Bundespolizei erfolgt weitgehend durch interne Prüforganisationen.

#### Untersuchungsintervalle
Die Untersuchungsintervalle sind unterschiedlich (siehe dazu Anlage VIII zu § 29 StVZO). Nachfolgend einige Beispiele:
| Fahrzeugart                                             | Untersuchungsintervall | Untersuchungsintervall |
| Fahrzeugart                                             | nach Erst- zulassung   | weitere alle           |
| ------------------------------------------------------- | ---------------------- | ---------------------- |
| PKW (auch Wohnmobile bis 3,5 t)                         | 36 Monate              | 24 Monate              |
| Taxis und Mietfahrzeuge                                 | 12 Monate              | 12 Monate              |
| Motorräder/Leichtkrafträder                             | 24 Monate              | 24 Monate              |
| Anhänger bis 750 kg                                     | 36 Monate              | 24 Monate              |
| Anhänger bis 3,5 t zul. Gesamtmasse (auch Wohnanhänger) | 24 Monate              | 24 Monate              |
| Anhänger über 3,5 t zul. Gesamtmasse                    | 12 Monate              | 12 Monate              |
| LKW bis 3,5 t zul. Gesamtmasse                          | 24 Monate              | 24 Monate              |
| LKW über 3,5 t zul. Gesamtmasse                         | 12 Monate              | 12 Monate              |
| Omnibusse (mehr als 8 Fahrgastplätze)                   | 12 Monate              | 12 Monate              |
Fahrzeuge der Feuerwehren und des Katastrophenschutzes können je nach Bundesland anderen Untersuchungsintervallen unterliegen.

#### Durchführung
Die HU wird in Deutschland nicht von Behörden, sondern von den staatlich anerkannten technischen Prüforganisationen DEKRA, TÜV Süd, TÜV Nord, TÜV Rheinland, TÜV Thüringen, TÜV Saarland, TÜV Hessen, TÜV Hanse, FSP, GTÜ und KÜS vorgenommen. Aufgrund des früheren Monopols der TÜV als ausführende Organisationen wird die Hauptuntersuchung (HU) umgangssprachlich häufig auch „TÜV“ genannt.
Verantwortlich für die fristgerechte Vorführung zur HU ist der Fahrzeughalter. Er muss gemäß der Gebührenordnung für Maßnahmen im Straßenverkehr auch die Kosten für die HU tragen. Die HU wird an einer Untersuchungsstelle der Prüforganisationen, in einer Kfz-Werkstatt oder beim Fuhrpark eines Unternehmens durchgeführt. Der Kfz-Besitzer stellt dort zu einem ihm genehmen oder vereinbarten Termin sein Fahrzeug zur Prüfung vor. Der Prüfung kann er in der Regel beiwohnen.
Eine HU wird durch Prüfbescheinigung oder Untersuchungsbericht nachgewiesen. Wurden keine oder nur geringe Mängel festgestellt, wird der Fahrzeugschein mit dem Prüferstempel und Namenszeichen versehen und die Prüfplakette am hinteren Kfz-Kennzeichen angebracht. Damit werden Jahr und Monat (durch die oberste Zahl auf der Plakette erkennbar) der nächsten HU dokumentiert. Werden erhebliche oder gefährliche Mängel festgestellt, ist eine Wiedervorführung nach Mängelbeseitigung (Nachprüfung) erforderlich. Ist die Verkehrssicherheit des Kfz nicht mehr gegeben, wird die Prüfplakette entfernt und auf das Verbot zur Teilnahme am Straßenverkehr hingewiesen. Der Untersuchungsbericht ist bei An- und Ummeldungen des Fahrzeugs vorzulegen.

#### Untersuchungsergebnisse
Im Jahr 2018 nahmen 20.426.384 Pkw an der HU teil.
Von diesen Pkw waren 65,4 % ohne Mängel. Fahrzeuge mit Dieselmotor waren dabei häufiger ohne Mängel (69,5 %) als Fahrzeuge mit Ottomotor (63,8 %).
Geringe Mängel wiesen 12,4 % der Pkw auf, erhebliche Mängel hatten 21,8 % der Pkw. In diesen beiden Kategorien schnitten Dieselfahrzeuge mit 10,5 % bzw. 19,7 % etwas besser ab als Ottofahrzeuge, von denen 13,1 % geringe bzw. 22,6 % erhebliche Mängel hatten.
Gefährliche Mängel wurden bei 0,3 % der Pkw festgestellt, verkehrsunsicher waren 0,1 % der Pkw. In diesen beiden Kategorien waren die Unterschiede zwischen Diesel- und Ottofahrzeugen marginal.

#### Qualitätssicherung
Das Einkommen der Sachverständigen oder Prüfer kann auch von der Anzahl der durchgeführten Prüfungen und darauf beruhenden Leistungsprämien abhängig sein. Daher unterliegen die Prüforganisationen der amtlichen Kontrolle und Akkreditierung auf Landesebene. Mittel der Kontrolle sind u. a. mit Mängeln versehene Testfahrzeuge.
Neben internen Kontrollen und Qualitätsüberprüfungen, welche von den Prüforganisationen selbst durchgeführt werden, werden seit dem Jahr 1998 von unabhängiger Stelle stichprobenartig unangekündigte Nachkontrollen (UN) durchgeführt. Dafür wurde von 24 der 26 in Deutschland tätigen Prüforganisationen als neutrale Stelle der Verein für Qualitätsmanagement in der Fahrzeugüberwachung e. V. gegründet. Zwischen 2008 und dem Jahr 2020 wurden über 67.200 UN durchgeführt.

#### Brief-TÜV
Die Vergabe von Prüfbescheinigung, Stempel und Plakette, ohne dass die Fahrzeuge gesehen oder überprüft wurden (ggf. gegen Bezahlung) wird im Branchenjargon als Brief-TÜV bezeichnet. Die Mitwirkung einer Kfz-Werkstatt ist dabei in der Regel unerlässlich. Mehrere einschlägige Prozesse gegen Prüfingenieure und Beteiligte sind bekannt. Insofern ist das deutsche HU-System nicht gegen Korruption gefeit und unterscheidet sich grundsätzlich vom System der Schweiz (s. u.).

#### Fristüberschreitung zur Hauptuntersuchung
Beim Überschreiten der Fristen zu Hauptuntersuchung liegt eine Verkehrsordnungswidrigkeit vor. Diese wird nach der Dauer der Überschreitung und dem Fahrzeugtyp mit Bußgeldern und ggf. mit Punkten im Fahreignungsregister des Kraftfahrt-Bundesamts in Flensburg gemäß Straßenverkehrsgesetz (StVG) und der Fahrerlaubnis-Verordnung (FeV) geahndet.
Bei überschrittenem Prüfungsintervall erfolgt seit 1. Juli 2012 bundeseinheitlich keine Rückdatierung mehr. Bis dahin wurde, außer im Saarland und Hessen, das Ende des neuen Intervalls nicht vom Zeitpunkt der durchgeführten Hauptuntersuchung aus berechnet, sondern von dem Termin der Fälligkeit. In manchen Bundesländern wurde die Rückdatierung bereits vor dem offiziellen Inkrafttreten der Änderung nicht mehr praktiziert (z. B. Nordrhein-Westfalen ab 16. Mai 2012).
Wird die HU-Frist um mehr als zwei Monate überschritten, wird eine intensivere Prüfung durchgeführt, die sogenannte vertiefte HU (20 Prozent Preisaufschlag zur normalen Gebühr).

#### Farben der Prüfplakette
Die Farben der Plakette signalisieren das Jahr der nächsten HU. Die Reihenfolge der Farben ist seit 1980 fix und wiederholt sich alle sechs Jahre: orange, blau, gelb, braun, rosa, grün.
| 1961 | 1967 | 1973 | 1979 | 1985 | 1991 | 1997 | 2003 | 2009 | 2015 | 2021 | 2027 | 2033 | usw. |
| 1962 | 1968 | 1974 | 1980 | 1986 | 1992 | 1998 | 2004 | 2010 | 2016 | 2022 | 2028 | 2034 | usw. |
| 1963 | 1969 | 1975 | 1981 | 1987 | 1993 | 1999 | 2005 | 2011 | 2017 | 2023 | 2029 | 2035 | usw. |
| 1964 | 1970 | 1976 | 1982 | 1988 | 1994 | 2000 | 2006 | 2012 | 2018 | 2024 | 2030 | 2036 | usw. |
| 1965 | 1971 | 1977 | 1983 | 1989 | 1995 | 2001 | 2007 | 2013 | 2019 | 2025 | 2031 | 2037 | usw. |
| 1966 | 1972 | 1978 | 1984 | 1990 | 1996 | 2002 | 2008 | 2014 | 2020 | 2026 | 2032 | 2038 | usw. |

### Österreich
Die wiederkehrende Begutachtung (§57a-Begutachtung) findet gemäß dem § 57a Kraftfahrgesetz 1967 (KFG) statt. Die Begutachtungsplakette („Pickerl“) wird bei mehrspurigen Kraftfahrzeugen an der Windschutzscheibe und bei einspurigen Kraftfahrzeugen an der Vorderradgabel angebracht. Der Turnus ist für Neufahrzeuge der Pkws (EG-Fahrzeugklasse M1) und einige andere Fahrzeug- und Anhängerklassen erstmals nach drei Jahren, anschließend nach zwei Jahren und danach einer jährlichen Prüfung der Kraftfahrzeugsicherheit und Einhaltung der Abgasgrenzwerte unterzogen werden (3-2-1-Regelung). Alle anderen Fahrzeuge, zum Beispiel einspurige Kraftfahrzeuge oder LKW und Busse, ausgenommen einige Sonderfälle, müssen jährlich überprüft werden. Die Überprüfung findet bei Autofahrerclubs (ÖAMTC, ARBÖ) oder in Kfz-Werkstätten, sowie allfällig bei Gutachtern, statt. Staatliche Stellen prüfen nur in speziellen Situationen, und zwar den beiden weiteren Formen der Begutachtung, der Besonderen Überprüfung für Fahrzeuge, bei denen Bedenken bestehen (§ 56 KFG), und der Prüfung an Ort und Stelle im Rahmen von Verkehrskontrollen (§ 58 KFG).

### Schweiz
Die Motorfahrzeugkontrolle (MFK) der Schweiz erfolgt durch das Strassenverkehrsamt des jeweiligen Kantons. Nach Art. 29 der Verordnung über die technischen Anforderungen an Strassenfahrzeuge (VTS) unterliegen alle Fahrzeuge einer periodischen Fahrzeugprüfung. Die Prüfintervalle nach Art. 33 VTS sind je nach Fahrzeugart zu unterscheiden. PKWs, Motorräder und Anhänger bis 3,5 t sind erstmals nach vier Jahren (ab 2017 erst nach fünf Jahren), dann nach drei Jahren und nachfolgend alle zwei Jahre zu untersuchen. LKWs und alle gewerblichen Fahrzeuge unterliegen einer jährlichen Kontrolle. Traktoren sind generell alle fünf Jahre vorzuführen.
Die Fahrzeughalter erhalten hierzu zeitgerecht eine Einladung zur Überprüfung. Diese wird von staatlichen Stellen durchgeführt. Ziel ist die gleichbleibende Qualität und Unabhängigkeit der Prüfung.
Gebrauchtwagen werden häufig „frisch ab MFK“ angeboten, d. h. Fahrzeuge werden beim Kauf neu vorgeführt. Erfolgt ein Halterwechsel vor Ablauf eines Jahres seit der letzten MFK, gilt diese auch für den neuen Halter; nach Ablauf eines Jahres (seit der letzten MFK) muss das Fahrzeug neu vorgeführt werden, um es zulassen zu können.
Die kantonalen Verkehrsämter sind in den meisten Kantonen seit Jahren überlastet. Der Rückstand hat in den Jahren vor 2025 deutlich zugenommen. Im Mai 2025 gab es in der Schweiz über 600.000 Fahrzeuge, die eigentlich bereits vor einem Jahr hätten geprüft werden müssen.

### Belgien
In Belgien müssen Fahrzeuge jedes Jahr einer technischen Prüfung unterzogen werden. Diese periodische Kontrolle muss bei allen Pkw erfolgen, die vier Jahre oder älter sind. Bei dieser Prüfung wird eine Prüfbescheinigung ausgestellt, eine Plakette auf dem Nummernschild existiert nicht. Die Prüfbescheinigung muss mit den Zulassungspapieren im Auto mitgeführt werden. Unter gewissen Umständen kann die Gültigkeit der Prüfbescheinigung auf zwei Jahre verlängert werden.

### Finnland
In Finnland werden regelmäßige Fahrzeuguntersuchungen bereits seit 1917 durchgeführt. Ursprünglich erfolgte die Inspektion durch die lokalen Behörden, seit 1968 gibt es nationale Prüfstellen des Autorekisterikeskus Kraftfahrzeugamtes. Ein Gesetz aus dem Jahr 1994 bestimmte die Öffnung für den Wettbewerb, sodass die Autorekisterikeskus-Behörde aufgeteilt wurde, in ein Zulassungsamt Ajoneuvohallintokeskus (AKE) sowie eine privatwirtschaftliche Prüforganisation Suomen Autokatsastus Oy.
Die Määräaikaiskatsastus ‚periodische Prüfung‘ erfolgt für PKW erstmals nach drei Jahren und danach nach fünf Jahren jährlich. Der Untersuchungszeitraum wird durch das Erstzulassungsdatum bestimmt.

### Frankreich
Die Contrôle Technique ist in Frankreich seit 1992 verpflichtend für PKWs und Nutzfahrzeuge. Sie erfolgt erstmals nach vier Jahren und nachfolgend alle zwei Jahre.
Motorräder und kleine Anhänger (<750 kg) brauchen keine HU.

### Griechenland
Die technische Überprüfung wird durch KTEO-Prüfzentren durchgeführt. Das erste private KTEO wurde 2004 gegründet und bis Ende 2007 existierten 61 Prüfzentren. Seit 2008 wurden die Prüfvorschriften verschärft: neben einem erweiterten Prüfumfang müssen seitdem alle Fahrzeuge erstmals nach vier Jahren und dann alle zwei Jahre zur Hauptuntersuchung, außerdem wurden alle Zweiradfahrzeuge prüfpflichtig. Bis Ende 2009 wurden über 150 Prüfstellen eingerichtet, da bis dahin lediglich 50 bis 55 % der Nachfrage bedient werden konnte. Neben den 130 privaten KTEO existieren auch weiterhin 59 staatliche KTEO als Einrichtung der Verwaltungsorgane der Präfekturen, die jedoch meist nicht so modern eingerichtet sind wie die privaten KTEO. Im Jahr 2012 kündige der Minister für Infrastrukturen Makis Voridis an, die staatlichen KTEOs schließen zu wollen.

### Irland
Der National Car Test (NCT) in Irland erfolgt nach vier Jahren nach der Erstzulassung und anschließend alle zwei Jahre. Eine runde Prüfplakette wird zum Nachweis an der Windschutzscheibe angebracht. Fahrzeuge, die zehn Jahre oder älter sind, müssen jährlich zum Test.
Gewerblich genutzte PKW sind von der Prüfpflicht befreit.

### Island
Normalerweise müssen Privat-PKW in Island jährlich zur Skoðun (Untersuchung), die der Umferðastofa untergeordnet ist. Bei Neuzulassungen gilt: erste Inspektion nach drei Jahren, dann nach weiteren zwei Jahren, alle weiteren jährlich. Auf dem Nummernschild wird eine Plakette mit der Jahreszahl (pro Jahr eine neue Farbe) der nächsten Inspektion angebracht.  Der PKW muss innerhalb von drei Monaten zur Inspektion, ansonsten bekommt der Fahrzeughalter automatisch postalisch einen Überweisungsschein mit einem Strafbetrag zugestellt.

### Italien
Die technische Prüfung (revisione) und Abgasuntersuchung bei Fahrzeugen mit einer zulässigen Gesamtmasse von bis zu 3,5 Tonnen wird bei den Prüfstellen der staatlichen Straßenverkehrsbehörde (Motorizzazione Civile) oder bei autorisierten Vertragswerkstätten durchgeführt. Für diese Fahrzeuge ist die technische Prüfung erstmals nach vier Jahren und dann alle zwei Jahre fällig. Bei Taxis, Mietfahrzeugen, Bussen, bestimmten Spezialfahrzeugen, größeren Anhängern und allen anderen Fahrzeugen mit einer Gesamtmasse von über 3,5 Tonnen erfolgt die Prüfung jährlich durch die staatlichen Prüfstellen. Die erfolgte Untersuchung wird in allen Fällen in der Zulassungsbescheinigung vermerkt. Die Abgasuntersuchung wird von den Regionen unterschiedlich gehandhabt; einige Regionen (z. B. Lombardia) fordern eine jährliche Abgasuntersuchung.

### Niederlande
Die algemene periodieke keuring (apk) in den Niederlanden erfolgt erstmals nach drei Jahren und nachfolgend jährlich. Sie beinhalten eine technische Prüfung und Abgastests. Für Benzinautos mit einer Erstzulassung ab 2008 erfolgt eine Prüfung erst nach vier Jahren und nachfolgend alle zwei Jahre. Ab einem Fahrzeugalter von acht Jahren muss das Auto jährlich geprüft werden.
Ab einem Fahrzeugalter von 30 Jahren braucht das Auto nur alle zwei Jahre geprüft zu werden. Autos mit einer Erstzulassung vor 1960 sind freigestellt von APK.

### Norwegen
In Norwegen wird die PKK (Periodisk kjøretøykontroll), auch EU-kontroll genannt, in zwei Hauptkategorien eingeteilt. Fahrzeuge mit einer zulässigen Gesamtmasse von 3500 kg oder weniger sind das erste Mal vier Jahre nach der Erstzulassung, danach jedes zweite Jahr zu untersuchen. Fahrzeuge und Anhänger mit einer zulässigen Gesamtmasse von über 3500 kg, Fahrzeuge die für den Transport von zehn oder mehr Personen zugelassen sind, sowie Taxis und Krankenwagen sind das erste Mal zwei Jahre nach der Erstzulassung, danach jedes Jahr zu untersuchen. Der PKK-Termin richtet sich nach der letzten Ziffer auf dem Kfz-Kennzeichen, wobei die Ziffer dem Kalendermonat entspricht (1 = Januar, 2 = Februar usw.). Für die Einhaltung des Termins ist der Fahrzeughalter verantwortlich. Ein Versäumnis kann zur Abmeldung des Fahrzeuges führen.

### Schweden
Die Kraftfahrzeuguntersuchung (kontrollbesiktning oder bilbesiktning) ist in Schweden seit 1965 obligatorisch. Sie umfasst neben der technischen Verkehrssicherheitsprüfung auch eine Prüfung der Abgaswerte. PKW und Klein-LKW müssen nach drei Jahren und nach fünf Jahren nach Erstinbetriebnahme zur Kontrollbesichtigung, danach alle zwölf Monate. Motorräder vier Jahre nach Erstinbetriebnahme, danach alle 24 Monate. Oldtimer, sogenannte Veteranfordon 30 bis 50 Jahr müssen alle 24 Monate besichtigt werden, nach einem Fahrzeugalter von 50 Jahren gibt keine Untersuchungspflicht mehr. Das Ergebnis der Kontrollbesichtigung wird automatisch an die Transportbehörde (transportstyrelsen) weitergeleitet, außerdem wird dem Fahrzeughalter ein Untersuchungsbericht ausgehändigt.
Ein Fahrzeug wird je nach Untersuchungsergebnis in eine der vier Kategorien eingeteilt:
- Ohne Beanstandung (Utan anmärkning): keine Mängel festgestellt, Fahrzeug für Straßenverkehr zugelassen
- Beanstandung (Anmärkning): kleinere Mängel (beispielsweise defekte Lampe), der Fahrzeughalter wird aufgefordert, diese zu beheben. Das Fahrzeug wird aber ohne erneute Vorführung für den Straßenverkehr zugelassen.
- Beanstandung mit Nachkontrolle (Anmärkning med ombesiktning): erhebliche Mängel mit Nachkontrolle innerhalb von 30 Tagen. Ohne erfolgreiche Nachkontrolle erfolgt ein Fahrverbot.
- Beanstandung mit unmittelbarem Fahrverbot (Anmärkning med omedelbart körförbud): Das Fahrzeug hat so erhebliche Mängel, dass es nur noch bis nach Hause oder zur nächsten Werkstatt gefahren werden darf.

Bis 31. Dezember 2009 hat die Kraftfahrzeugbehörde (Transportstyrelsen) nach Bezahlung der Kfz-Steuer dem Halter eine Kontrollmarke zugeschickt, die man auf dem hinteren Nummernschild anbrachte. Diese Kontrollmarke wurde mittlerweile ersatzlos abgeschafft. Anhand der Kontrollmarke konnte die Polizei feststellen, ob die Kfz-Steuer bezahlt wurde, eine gültige Versicherung vorhanden war und das Fahrzeug die Kontrollbesichtigung bestanden hatte. Dies kann mittlerweile aber über das Verkehrsregister nachgeprüft werden.
Bis 1. Januar 2010 wurde die Kontrollbesichtigung von Svensk Bilprovning AB ausgeführt. Svensk Bilprovning AB ist eine Aktiengesellschaft ohne Gewinninteresse und der Mehrheitseigentümer ist der schwedische Staat. Am 1. Januar wurde das Monopol für diese Kontrollen aufgehoben und akkreditierte Privatfirmen wurden zugelassen. Svensk Bilprovning AB soll privatisiert werden.

### Spanien
Die Anforderungen der Inspección Técnica de Vehículos (ITV) in Spanien richten sich nach den Richtlinien der autonomen Gemeinschaften. Üblich ist eine erste Prüfung nach vier Jahren, danach alle zwei Jahre sowie jährlich bei Fahrzeugen, die älter als zehn Jahre sind.

### Türkei
In der Türkei waren bis vor kurzem staatliche Stellen für die technische Prüfung von Kraftfahrzeugen zuständig. Im Rahmen eines verkehrspolitischen Projekts der türkischen Regierung, das die Angleichung technischer Vorgaben an europäische Standards vorsieht, wurde im Jahr 2005 ein Vertrag mit dem TÜV Süd abgeschlossen. Dieser sieht vor, die technische Prüfung von Fahrzeugen zu privatisieren und diese für die nächsten 20 Jahre exklusiv vom neu gegründeten TÜVTÜRK (einem Gemeinschaftsunternehmen dreier Partner) durchführen zu lassen, das im Gegenzug den Aufbau eines landesweiten Netzes von Prüfstellen nach modernstem Standard zusichert. Seitdem müssen private Fahrzeuge alle zwei Jahre zur Hauptuntersuchung vorgestellt werden.

### Ungarn
In Ungarn wird die Untersuchung beim Közlekedési és Útügyi Osztály durchgeführt, dies ist vergleichbar mit deutschen Straßenverkehrsbehörden. Es wird keine Prüfplakette auf dem Kraftfahrzeugkennzeichen angebracht, die Untersuchung jedoch auf der Rückseite der Zulassungsbescheinigung Teil I (Fahrzeugschein) vermerkt. Für gebrauchte Personenkraftwagen beträgt das übliche Prüfintervall zwei Jahre. Vorherige gültige Untersuchungsberichte anderer EU-Mitgliedsstaaten werden bei Erstzulassung anerkannt und entsprechend eingetragen.

### Vereinigtes Königreich
Der MOT test im Vereinigten Königreich erfolgt seit 2006 erstmals nach drei Jahren und anschließend in jährlichem Intervall. Die erstmals eingeführten Regelungen aus dem Jahre 1960 bestimmte eine technische Prüfung für Fahrzeuge älter als zehn Jahren. Der aktuelle Test umfasst auch eine Abgasuntersuchung – in Großbritannien erfolgt die Untersuchung durch autorisierte Werkstätten, in Nordirland nur in den DVA-Testzentren. Seit 2013 sind Fahrzeuge mit Erstzulassung vor 1. Januar 1960 vom Test befreit.

## Nordamerika
In den USA und Kanada gehört die Festlegung der Kraftfahrzeuguntersuchung zu den Aufgaben der Bundesstaaten beziehungsweise Provinzen.

### Kanada
Die Provinz Manitoba fordert eine technische Prüfung nur bei der Zulassung (Erstzulassung oder Ummeldung), in Nova Scotia, New Brunswick und Prince Edward Island erfolgt eine jährliche Untersuchung, in Ontario und British Columbia erfolgt die Untersuchung alle zwei Jahre.
Regelmäßige Abgasuntersuchungen gibt es in British Columbia (AirCare) sowie Ontario (Drive Clean).

### Vereinigte Staaten
Der bundeseinheitliche Clean Air Act fordert eine Abgasuntersuchung in allen Ballungszentren, deren Luftqualität nicht einen Mindeststandard erreicht. Dadurch findet eine regelmäßige Untersuchung in fast allen Bundesstaaten statt, jedoch haben einige wenige Bundesstaaten wie Florida, Kentucky und Minnesota mit Erlaubnis der Bundesregierung der Vereinigten Staaten auch diese Untersuchungen eingestellt. Zu den Bundesstaaten, die sich auf diese Abgasuntersuchung beschränken, gehören Alaska, Arizona, Colorado, Connecticut, Georgia, Illinois, Indiana, Kalifornien, New Mexico, Nevada, Ohio, Oregon, Washington und Wisconsin – dabei auch meist auf bestimmte Kreise (County) mit Großstädten beschränkt.
Bundesstaaten mit einer regelmäßigen Prüfung der Kraftfahrzeugsicherheit:
- Delaware – erstmals nach vier Jahren, danach alle ein oder zwei Jahre, je nach Fahrzeugtyp
- District of Columbia – alle zwei Jahre
- Hawaii – erstmals nach zwei Jahren, anschließend jährlich – gewerbliche Fahrzeuge halbjährlich.
- Louisiana – jährliche technische Prüfung, Abgasprüfung in Baton Rouge
- Maine – jährliche technische Prüfung, Abgasprüfung im Cumberland County
- Massachusetts – jährliche technische Prüfung und Abgasprüfung für Fahrzeuge ab Baujahr 1996
- Mississippi – jährliche technische Prüfung
- Missouri – technische Prüfung alle zwei Jahre, Abgasprüfung in St. Louis
- New Hampshire – jährliche technische Prüfung und Abgasprüfung für Fahrzeuge ab Baujahr 1996
- New Jersey – erstmals nach vier Jahren, danach alle zwei Jahre
- New York – jährliche technische Prüfung einschließlich Abgasuntersuchung
- North Carolina – jährliche technische Prüfung, Abgasuntersuchung in 48 der 100 Countys für Fahrzeuge ab Baujahr 1996
- Pennsylvania – jährliche technische Prüfung, Abgasuntersuchung in 25 der 67 Countys
- Rhode Island – alle zwei Jahre technische Prüfung und Abgasuntersuchung
- Texas – jährliche technische Prüfung, Abgasuntersuchung in den Ballungszentren Houston Metro, Dallas Metroplex, Austin, San Antonio, und El Paso
- Utah – technische Prüfung alle zwei Jahre, dann jährlich bei Fahrzeugen älter als acht Jahre
- Vermont – jährliche technische Prüfung
- Virginia – jährliche technische Prüfung, Abgasuntersuchung alle zwei Jahre in Northern Virginia

## Afrika, Asien

### Burkina Faso
Die staatliche Prüforganisation CCVA wurde 1986 als Entwicklungshilfeprojekt der deutschen Bundesregierung entwickelt und vom TÜH Darmstadt aufgebaut. Die Fahrzeuguntersuchungen entsprechen dem deutschen Standard mit afrikanischen Nuancen.
Seit 1992 wurden mehrere Kfz-Prüfer als Regierungspraktikanten durch die deutsche Prüforganisation DEKRA an den DEKRA-Niederlassungen Aachen und München ausgebildet. Die technische Kooperation und Hilfestellung durch DEKRA (Aachen) dauerte bis 2009 an. Im Herbst 2009 wurde die CCVA von der Schweizer COTECNA übernommen und sollte in Burkina Control S.A umfirmiert werden.

### China
Die Kraftfahrzeugzulassungsbestimmungen werden durch die Provinzbehörden festgelegt, in der Hälfte der Provinzen gelten Regelungen, die den europäischen Normen für Neufahrzeuge entsprechen. Nach einer allgemeinen Bestimmung gilt, dass Halter von Fahrzeugen mit sichtbarem Abgasrauch bestraft werden.

### Japan
In Japan erfolgt die technische Prüfung im „shaken“-(車検)-Programm. Die Inspektion erfolgt erstmals nach drei Jahren und anschließend alle zwei Jahre.

## Arbeitsschutz
Bei den verschiedenen Arbeitsverfahren der Hauptuntersuchung können die Beschäftigten inhalativen Belastungen ausgesetzt sein. Zu den Gefahrstoffen zählen beispielsweise Dieselmotoremissionen (DME), Kohlenstoffdioxid (CO2), Kohlenstoffmonoxid (CO), Schwefeldioxid (SO2), Stickoxide (NOx) und Benzol. Die deutschen Empfehlung „Hauptuntersuchungen und Sicherheitsprüfungen von Kfz in Prüfstellen amtlich anerkannter Überwachungsinstitutionen“ unterstützen bei der Gefährdungsbeurteilung und beschreiben geeignete Schutzmaßnahmen. Sie legen Kriterien für die Einhaltung des Standes der Technik fest und geben Hilfestellungen für die Wirksamkeitsüberprüfung (z. B. nach TRGS 402). Die Empfehlungen gelten für Arbeitsbereiche in Prüfstellen amtlich anerkannter technischer Überwachungsorganisationen, in denen regelmäßig Hauptuntersuchungen, Untersuchung des Motormanagements und Abgasreinigungssystems (UMA) und Sicherheitsprüfungen (SP) sowie Einzelabnahmen an Kraftfahrzeugendurchgeführt werden.